# 복지식당
《복지식당》은 2022년에 개봉한 대한민국의 영화이다.

## 캐스팅
- 조민상 : 강재기 역
- 한태경 : 강은주 역
- 임호준 : 고병호 역
- 송민혁 : 고봉수 역
- 서태수 : 양인권 역